# Daisuke Takahashi
Daisuke Takahashi (japonês: 髙橋 大輔, Hepburn: Takahashi Daisuke; Kurashiki, Okayama, 16 de março de 1986) é um patinador artístico japonês que compete na dança no gelo ao lado de Kana Muramoto. Antes de migrar para a dança, Takahashi teve uma carreira de sucesso no individual masculino, na qual foi medalhista de bronze nos Jogos Olímpicos de 2010, campeão mundial em Turim 2010 e medalhista de prata no Campeonato Mundial de 2007.

## Carreira
No Campeonato dos Quatro Continentes de Patinação Artística 2008, ele se tornou o então detentor do recorde mundial de maior pontuação em programa longo (Free Skate), com 175,84 pontos, e no total combinado (programa curto e programa longo numa mesma competição), com 264,41 pontos. Tais resultados lhe trouxeram o ouro na competição.
No Campeonato Mundial de Patinação Artística de 2010, Takahashi tornou-se o primeiro patinador japonês campeão na categoria individual masculino, assim como já havia se tornado o primeiro japonês medalhista olímpico ao ganhar o bronze pelo terceiro lugar nos Jogos Olímpicos de Inverno de 2010 em Vancouver, Canadá. Ao sagrar-se campeão mundial em 2010, Takahashi poderia também ter feito história por tornar-se a primeira pessoa a executar um salto quádruplo Flip. Isto só não ocorreu porque a aterrissagem do salto foi feita com os dois pés. 
Takahashi anunciou em outubro de 2014 sua aposentadoria.
Em 2018, o atleta anunciou o desejo de voltar a patinar competitivamente na temporada que se seguiria, competindo domesticamente no circuito regional e se classificando para o Campeonato Nacional, no qual ficou em 2º lugar, atrás de Shoma Uno. Mesmo com o resultado, contudo, Takahashi não quis receber convocações para competir internacionalmente na temporada.
Em setembro de 2019, o atleta anunciou que encerraria sua carreira na modalidade individual ao final da temporada e começaria na dança no gelo fazendo dupla com a japonesa Kana Muramoto. Sua última competição como patinador individual foi o Campeonato Japonês de 2020, no qual terminou na 12ª colocação. Em seguida, Takahashi começou a treinar com Muramoto na Flórida sob a tutela da treinadora Marina Zoueva.

## Principais resultados

### Com Muramoto na dança[7]
| Internacional | Internacional     | Internacional    |
| Evento/Temporada | 2020– 2021        | 2021– 2022       |
| --- | ----------------- | ---------------- |
| Campeonato Mundial |                   | TBD              |
| Campeonato dos Quatro Continentes |                   | Medalha de prata |
| GP NHK Trophy | Medalha de bronze | 6º               |
| Warsaw Cup |                   | Medalha de prata |
| Nacional |                   |                  |
| Campeonato Japonês | Medalha de prata  | Medalha de prata |
| Legenda: GP = Grand Prix; WD = Abandonou; T = Posição da equipe; P = Posição individual; Competição não foi disputada nesta temporada |                   |                  |

### Individual masculino[2]
| Internacional | Internacional | Internacional     | Internacional | Internacional    | Internacional | Internacional     | Internacional     | Internacional     | Internacional    | Internacional    | Internacional     | Internacional   | Internacional     | Internacional    | Internacional    | Internacional | Internacional | Internacional    | Internacional |
| Evento/Temporada | 1998– 1999    | 1999– 2000        | 2000– 2001    | 2001– 2002       | 2002– 2003    | 2003– 2004        | 2004– 2005        | 2005– 2006        | 2006– 2007       | 2007– 2008       |                   | 2009– 2010      | 2010– 2011        | 2011– 2012       | 2012– 2013       | 2013– 2014    |               | 2018- 2019       | 2019- 2020    |
| --- | ------------- | ----------------- | ------------- | ---------------- | ------------- | ----------------- | ----------------- | ----------------- | ---------------- | ---------------- | ----------------- | --------------- | ----------------- | ---------------- | ---------------- | ------------- | ------------- | ---------------- | ------------- |
| Jogos Olímpicos |               |                   |               |                  |               |                   |                   | 8.º               |                  |                  | Medalha de bronze |                 |                   |                  | 6.º              |               |               |                  |               |
| Campeonato Mundial |               |                   |               |                  |               | 11.º              | 15.º              |                   | Medalha de prata | 4.º              | Medalha de ouro   | 5.º             | Medalha de prata  | 6.º              |                  |               |               |                  |               |
| Campeonato dos Quatro Continentes |               |                   |               |                  | 13.º          | 6.º               | Medalha de bronze |                   |                  | Medalha de ouro  |                   | Medalha de ouro | Medalha de prata  | 7.º              |                  |               |               |                  |               |
| GP Grand Prix Final |               |                   |               |                  |               |                   |                   | Medalha de bronze | Medalha de prata | Medalha de prata | 5.º               | 4.º             | Medalha de prata  | Medalha de ouro  | WD               |               |               |                  |               |
| GP Bofrost Cup on Ice |               |                   |               |                  | 11.º          |                   |                   |                   |                  |                  |                   |                 |                   |                  |                  |               |               |                  |               |
| GP Cup of China |               |                   |               |                  |               |                   |                   |                   |                  |                  |                   |                 |                   | Medalha de prata |                  |               |               |                  |               |
| GP NHK Trophy |               |                   |               |                  | 8.º           |                   |                   | Medalha de bronze | Medalha de ouro  | Medalha de ouro  | 4.º               | Medalha de ouro | Medalha de ouro   | Medalha de prata | Medalha de ouro  |               |               |                  |               |
| GP Skate America |               |                   |               |                  |               |                   |                   | Medalha de ouro   |                  | Medalha de ouro  |                   | Medalha de ouro |                   |                  | 4.º              |               |               |                  |               |
| GP Skate Canada International |               |                   |               |                  |               | 7.º               |                   |                   | Medalha de prata |                  | Medalha de prata  |                 | Medalha de bronze |                  |                  |               |               |                  |               |
| GP Trophée Éric Bompard |               |                   |               |                  |               | 5.º               | 11.º              |                   |                  |                  |                   |                 |                   |                  |                  |               |               |                  |               |
| Finlandia Trophy |               |                   |               |                  |               |                   |                   |                   |                  |                  | Medalha de ouro   |                 |                   |                  |                  |               |               |                  |               |
| Jogos Asiáticos de Inverno |               |                   |               |                  | 6.º           |                   |                   |                   |                  |                  |                   |                 |                   |                  |                  |               |               |                  |               |
| Universíada de Inverno |               |                   |               |                  |               |                   | Medalha de ouro   |                   | Medalha de ouro  |                  |                   |                 |                   |                  |                  |               |               |                  |               |
| Japan Int. Chall. |               |                   |               |                  |               |                   |                   | Medalha de prata  |                  |                  |                   |                 |                   |                  |                  |               |               |                  |               |
| Internacional – Júnior |               |                   |               |                  |               |                   |                   |                   |                  |                  |                   |                 |                   |                  |                  |               |               |                  |               |
| Campeonato Mundial Júnior |               |                   |               | Medalha de ouro  |               |                   |                   |                   |                  |                  |                   |                 |                   |                  |                  |               |               |                  |               |
| JGP Grand Prix Júnior Final |               |                   |               | 4º               |               |                   |                   |                   |                  |                  |                   |                 |                   |                  |                  |               |               |                  |               |
| JGP JGP Bulgária |               |                   |               | Medalha de prata |               |                   |                   |                   |                  |                  |                   |                 |                   |                  |                  |               |               |                  |               |
| JGP JGP China |               |                   | 9º            |                  |               |                   |                   |                   |                  |                  |                   |                 |                   |                  |                  |               |               |                  |               |
| JGP JGP Japão |               |                   |               | Medalha de ouro  |               |                   |                   |                   |                  |                  |                   |                 |                   |                  |                  |               |               |                  |               |
| JGP JGP Ucrânia |               |                   | 8º            |                  |               |                   |                   |                   |                  |                  |                   |                 |                   |                  |                  |               |               |                  |               |
| Triglav Trophy | N             |                   |               |                  |               |                   |                   |                   |                  |                  |                   |                 |                   |                  |                  |               |               |                  |               |
| Nacional |               |                   |               |                  |               |                   |                   |                   |                  |                  |                   |                 |                   |                  |                  |               |               |                  |               |
| Campeonato Japonês |               |                   |               | 5º               | 4º            | Medalha de bronze | 6º                | Medalha de ouro   | Medalha de ouro  | Medalha de ouro  |                   | Medalha de ouro | Medalha de bronze | Medalha de ouro  | Medalha de prata | 5º            |               | Medalha de prata | 12º           |
| Campeonato Japonês – Júnior |               | Medalha de bronze | 4º            | Medalha de ouro  |               |                   |                   |                   |                  |                  |                   |                 |                   |                  |                  |               |               |                  |               |
| Equipes |               |                   |               |                  |               |                   |                   |                   |                  |                  |                   |                 |                   |                  |                  |               |               |                  |               |
| Troféu Mundial por Equipes |               |                   |               |                  |               |                   |                   |                   |                  |                  |                   |                 |                   | 1T/1P            | 3T/1P            |               |               |                  |               |
| Japan Open |               |                   |               |                  |               |                   |                   | 1T/2P             |                  | 1T/4P            |                   | 1T/2P           | 3T/6P             | 1T/1P            | 1T/4P            |               |               |                  |               |
| |               |                   |               |                  |               |                   |                   |                   |                  |                  |                   |                 |                   |                  |                  |               |               |                  |               |
| Legenda: N = Advanced Novice; GP = Grand Prix; JGP = Grand Prix Júnior; WD = Abandonou; T = Posição da equipe; P = Posição individual; Competição não foi disputada nesta temporada |               |                   |               |                  |               |                   |                   |                   |                  |                  |                   |                 |                   |                  |                  |               |               |                  |               |